# Ferdinand II de Bragance
 (juin 2022).
Si vous disposez d'ouvrages ou d'articles de référence ou si vous connaissez des sites web de qualité traitant du thème abordé ici, merci de compléter l'article en donnant les références utiles à sa vérifiabilité et en les liant à la section « Notes et références ».
 (juin 2022).
La mise en forme du texte ne suit pas les recommandations de Wikipédia : il faut le « wikifier ».
Les points d'amélioration suivants sont les cas les plus fréquents. Le détail des points à revoir est peut-être précisé sur la page de discussion.
- Les titres sont pré-formatés par le logiciel. Ils ne sont ni en capitales, ni en gras.
- Le texte ne doit pas être écrit en capitales (les noms de famille non plus), ni en gras, ni en italique, ni en « petit »…
- Le gras n'est utilisé que pour surligner le titre de l'article dans l'introduction, une seule fois.
- L'italique est rarement utilisé : mots en langue étrangère, titres d'œuvres, noms de bateaux, etc.
- Les citations ne sont pas en italique mais en corps de texte normal. Elles sont entourées par des guillemets français : « et ».
- Les listes à puces sont à éviter, des paragraphes rédigés étant largement préférés. Les tableaux sont à réserver à la présentation de données structurées (résultats, etc.).
- Les appels de note de bas de page (petits chiffres en exposant, introduits par l'outil «  Source ») sont à placer entre la fin de phrase et le point final[comme ça].
- Les liens internes (vers d'autres articles de Wikipédia) sont à choisir avec parcimonie. Créez des liens vers des articles approfondissant le sujet. Les termes génériques sans rapport avec le sujet sont à éviter, ainsi que les répétitions de liens vers un même terme.
- Les liens externes sont à placer uniquement dans une section « Liens externes », à la fin de l'article. Ces liens sont à choisir avec parcimonie suivant les règles définies. Si un lien sert de source à l'article, son insertion dans le texte est à faire par les notes de bas de page.
- La présentation des références doit suivre les conventions bibliographiques. Il est recommandé d'utiliser les modèles {{Ouvrage}}, {{Chapitre}}, {{Article}}, {{Lien web}} et/ou {{Bibliographie}}. Le mode d'édition visuel peut mettre en forme automatiquement les références.
- Insérer une infobox (cadre d'informations à droite) n'est pas obligatoire pour parachever la mise en page.

Pour une aide détaillée, merci de consulter Aide:Wikification.
Si vous pensez que ces points ont été résolus, vous pouvez retirer ce bandeau et améliorer la mise en forme d'un autre article.
Ferdinand II, duc de Bragance, né à Vila Viçosa en 1430  et mort à Évora le 21 juin 1483 est le 3e duc de Bragance, fils aîné de Ferdinand Ier, duc de Bragance et de son épouse Jeanne de Castro, connu sous le nom de l’Africain, pour ses conquêtes en Afrique. Il a été exécuté à Évora, en 1483, par ordre du roi Jean II de Portugal. Il avait d'excellentes relations avec Alphonse V de Portugal, et est nommé capitaine à la frontière des provinces d'Entre-Douro-e-Minho et Trás-os-Montes. Il reçut le titre de comte de Guimarães qui fut bientôt élevé au rang de duché. Il accompagna le roi dans plusieurs campagnes en Afrique.
Lorsqu'en 1478 il succède à son père comme duc de Bragance, il devient le détenteur du plus grand domaine seigneurial, non seulement du Portugal, mais aussi de Castille, de Navarre et d'Aragon. L'accession au trône de Jean II en 1481 et sa volonté de renforcer le pouvoir royal ainsi que les mesures qu'il prend contre les privilèges excessifs des nobles, amène le duc de Bragance, maire de nombreuses forteresses, à protester, déclarant qu'il porte atteinte à sa dignité et qu'il est excessivement strict, étant accompagné en cela par ses frères et le duc de Viseu.
Parmi les actes existants de donations et de privilèges accordés au duché de Bragance et conservés dans un coffre à la Vila Viçosa, le trésorier dit avoir trouvé des lettres où le duc de Bragance, craignant l'inimitié du nouveau roi, essayait de gagner des alliés en Castille. Sur la base de copies de ces mêmes lettres, ordonnées par Jean II, le duc de Bragance est jugé à Evora, condamné à mort et exécuté par décapitation le 21 juin 1483. Manuel Ier annulera plus tard ce procès, en 1500, et rendra les terres et les titres à son fils, Jacques Ier de Bragance.
Il n'est pas possible d'affirmer si le roi Jean II avait raison ou si tout cela n'était que des soupçons qu'il utilisait pour se débarrasser du Duc et de la Maison de Bragance, puisque dans la sentence il confisquait tous les biens qui passaient à la couronne. En fait, Jean II semble avoir exagéré le déroulement du procès, allant jusqu'à faire décorer la salle d'audience du palais où le roi est installé, avec des tissus représentant des scènes de l'histoire de Trajan, avec des exemples de la « sévérité et la justice » de cet empereur de Rome.
Le duc s'est marié deux fois ; la première fois le 2 mai 1447, alors qu'il n'avait que 17 ans, à Leonor de Meneses (1430-1452), fille de Pedro de Meneses ; la seconde fois, le 19 septembre 1472 à Isabelle de Viseu (1459-1521), fille de l'infant D. Fernando, duc de Viseu.

## Descendance
De son premier mariage, avec Leonor de Meneses, il n'y eut pas d'enfants ;
De son second mariage, avec Isabelle de Viseu, il y eut quatre enfants :
- Philippe (6 juillet 1475 – Castille, 1483), mort en bas âge, peut-être empoisonné ;
- Jacques qui était 4e Duc de Bragance, dont descendance ;
- Denis, qui était comte de Lemos par son mariage avec Béatrice de Castro Osório, dont descendance ;
- Marguerite (? - juin 1483), morte en bas âge ;